# Tapacul fosc
El tapacul fosc (Scytalopus fuscus) és una espècie d'ocell de la família dels rinocríptids (Rhinocryptidae).

## Hàbitat i distribució
Habita vessants amb espesa vegetació arbustiva del centre de Xile